# Clytoscopa
Clytoscopa is een geslacht van vlinders van de familie uilen (Noctuidae), uit de onderfamilie Acontiinae.

## Soorten
- C. iorrhoda Turner, 1931
- C. serena Turner, 1931